# Campionat d'Europa d'escacs individual

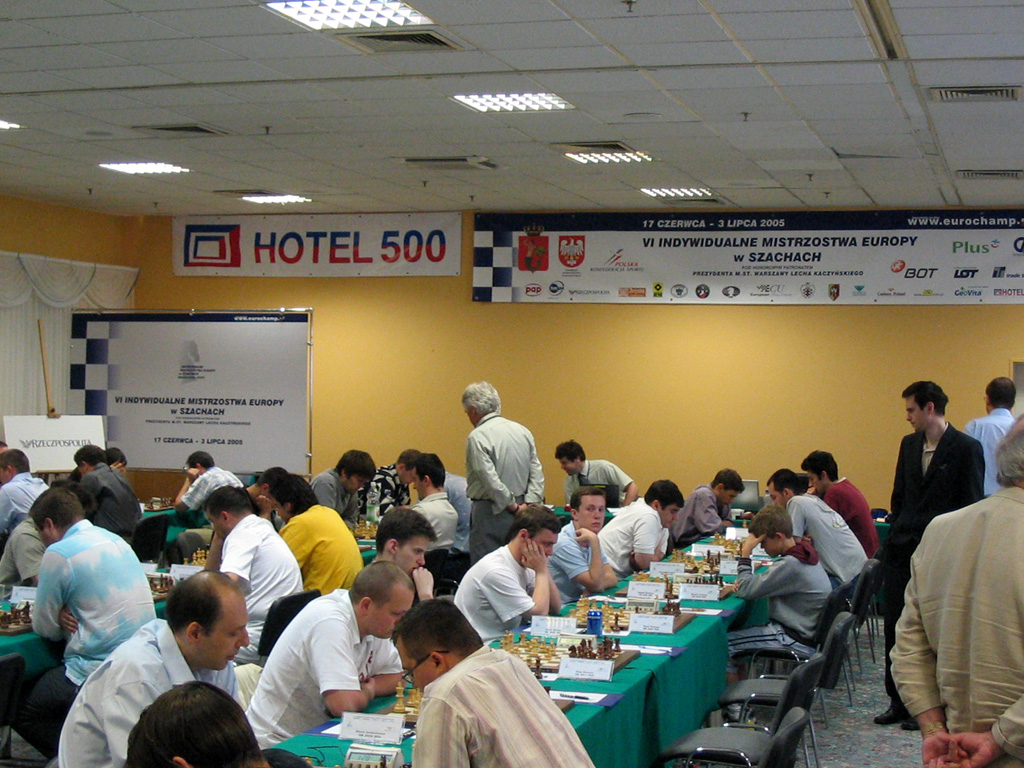
Vista de la sala del torneig masculí, a Zegrze 2005.

El Campionat d'Europa d'escacs individual és un torneig d'escacs organitzat per l'European Chess Union. Va ser establert el 2000 i des d'aleshores s'ha celebrat anualment. A banda de determinar el campió d'Europa, un altre objectiu d'aquest torneig és el de classificar un nombre de jugadors per al Campionat del món organitzat per la FIDE.

## Organització del torneig contemporani
El torneig s'organitza per separat per a homes i dones, per sistema suís, amb un nombre variable de rondes. L'única excepció va ser el primer torneig del femení del 2000, que es va celebrar per sistema eliminatori. Igualment com en totes les competicions d'escacs, el torneig "masculí" és en realitat obert a qualsevol participant femenina que ho desitgi, mentre que el "femení" és exclusiu per a dones. El 2002, na Judit Polgár va participar en la competició masculina, i va estar a punt de guanyar medalla de bronze en la competició masculina (va perdre finalment un play-off contra en Zurab Azmaiparaixvili).
Llevat de la primera edició el 2000, on en cas d'empat, es desempatava per Buchholz, en la resta d'edicions el desempat es produeix mitjançant un play-off de partides ràpides, que determina els guanyadors de medalles, així com les places que classifiquen per al següent campionat del món.

## Controvèrsia
Una sèrie de problemes recurrents han estat espatllant l'esdeveniment des del començament:
- En la majoria de les seus, els participants i els seus acompanyants han estat sovint obligats a acomodar-se a l'hotel "oficial", triat pels organitzadors locals. El preu de l'habitació, però, seria significativament més alt que per a altres hostes de l'hotel.[1][2] Aquest fet va provocar la fundació de l'ACP. També el nivell dels hotels, així com dels àpats ha estat objecte de queixes dels jugadors i periodistes.
- Com que els Campionats d'Europa formen part del cicle del Campionat del Món de la FIDE, a partir de l'edició de 2001, es va utilitzar el nou control de temps propugnat per la FIDE, més ràpid que l'estàndard anterior. Això va donar lloc a nombroses queixes dels participants sobre l'augment de l'estrès, les dificultats dels destrets de temps i un fort deteriorament de la qualitat de les partides.[3][4]
- Un problema més indirecte és la incertesa sobre si la classificació d'un jugador per al Campionat del Món tindrà algun valor, a causa de la irregular organització dels cicles per al Campionat del Món des del canvi del format del torneig el 1999. Per exemple, els Campionats Europeus de 2002 tenien cinc places de classificació per al Campionat del Món de 2003, el qual mai, de fet, es va dur a terme.

## Quadre d'honor (masculí)
| Edició | Any  | Seu                        | Or                                | Argent                                  | Bronze                           | Participants/rondes |
| ------ | ---- | -------------------------- | --------------------------------- | --------------------------------------- | -------------------------------- | ------------------- |
| I      | 2000 | Saint-Vincent, Itàlia      | Pàvel Tregúbov ( Rússia)          | Aleksei Aleksàndrov ( Belarús)          | Tomasz Markowski ( Polònia)      | 120 / 11            |
| II     | 2001 | Ohrid, Macedònia           | Emil Sutovsky ( Israel)           | Ruslan Ponomariov ( Ucraïna)            | Zurab Azmaiparaixvili ( Geòrgia) | 203 / 13            |
| III    | 2002 | Batumi, Geòrgia            | Bartłomiej Macieja ( Polònia)     | Mikhaïl Gurévitx ( Bèlgica)             | Serguei Vólkov ( Rússia)         | 101 / 13            |
| IV     | 2003 | Istanbul, Turquia          | Zurab Azmaiparaixvili ( Geòrgia)  | Vladímir Malakhov ( Rússia)             | Alexander Graf ( Alemanya)       | 207 / 13            |
| V      | 2004 | Antalya, Turquia           | Vasil Ivantxuk ( Ucraïna)         | Predrag Nikolić ( Bòsnia i Hercegovina) | Levon Aronian ( Armènia)         | 74 / 13             |
| VI     | 2005 | Zegrze, Polònia            | Liviu-Dieter Nisipeanu ( Romania) | Teimur Radjàbov ( Azerbaidjan)          | Levon Aronian ( Armènia)         | 229 / 13            |
| VII    | 2006 | Kuşadası, Turquia          | Zdenko Kožul ( Croàcia)           | Vasil Ivantxuk ( Ucraïna)               | Kiril Gueorguiev ( Bulgària)     | 138 / 11            |
| VIII   | 2007 | Dresden, Alemanya          | Vladislav Tkatxov ( França)       | Emil Sutovsky ( Israel)                 | Dmitri Iakovenko ( Rússia)       | 403 / 11            |
| IX     | 2008 | Plòvdiv, Bulgària          | Serguei Tiviàkov ( Països Baixos) | Serguei Movsesian ( Eslovàquia)         | Serguei Vólkov ( Rússia)         | 323 / 11            |
| X      | 2009 | Budva, Montenegro          | Ievgueni Tomaixevski ( Rússia)    | Vladímir Malakhov ( Rússia)             | Baadur Jobava ( Geòrgia)         | 306 / 11            |
| XI     | 2010 | Rijeka, Croàcia            | Ian Nepómniasxi ( Rússia)         | Baadur Jobava ( Geòrgia)                | Artiom Timoféiev ( Rússia)       | 408 / 11            |
| XII    | 2011 | Aix les Bains, França      | Vladímir Potkin ( Rússia)         | Radoslaw Wojtaszek ( Polònia)           | Judit Polgár ( Hongria)          | 393 / 11            |
| XIII   | 2012 | Plòvdiv, Bulgària          | Dmitri Iakovenko ( Rússia)        | Laurent Fressinet ( França)             | Vladimir Malakhov ( Rússia)      | 348 / 11            |
| XIV    | 2013 | Legnica, Polònia           | Oleksandr Moissèienko ( Ucraïna)  | Ievgueni Alekséiev ( Rússia)            | Ievgueni Romànov ( Rússia)       | 286 / 11            |
| XV     | 2014 | Erevan, Armènia            | Aleksandr Motiliov ( Rússia)      | David Antón Guijarro ( Espanya)         | Vladímir Fedosséiev ( Rússia)    | 257 / 11            |
| XVI    | 2015 | Jerusalem, Israel          | Ievgueni Naier ( Rússia)          | David Navara ( Txèquia)                 | Mateusz Bartel ( Polònia)        | 250 / 11            |
| XVII   | 2016 | Đakovica, Kosovo           | Ernesto Inàrkiev ( Rússia)        | Ígor Kovalenko ( Letònia)               | Baadur Jobava ( Geòrgia)         | 245 / 11            |
| XVIII  | 2017 | Minsk, Belarús             | Maksim Matlakov ( Rússia)         | Baadur Jobava ( Geòrgia)                | Vladímir Fedosséiev ( Rússia)    | 397 / 11            |
| XIX    | 2018 | Batumi, Geòrgia            | Ivan Šarić ( Croàcia)             | Radosław Wojtaszek ( Polònia)           | Sanan Sjugirov ( Rússia)         | 302 / 11            |
| XX     | 2019 | Skopje, Macedònia del Nord | Vladislav Artémiev ( Rússia)      | Nils Grandelius ( Suècia)               | Kacper Piorun ( Polònia)         | 361 / 11            |
| XXI    | 2021 | Reykjavík, Islàndia        | Anton Démtxenko (RUS)             | Vincent Keymer (GER)                    | Alexey Sarana (RUS)              | 180 / 11            |
| XXII   | 2022 | Brežice, Eslovènia         | Matthias Blübaum (GER)            | Gabriel Sargissian (ARM)                | Ivan Sarić (CRO)                 | 317 / 11            |
| XXIII  | 2023 | Vrnjačka Banja, Serbia     | Aleksey Sarana (RUS)              | Kirill Xevtxenko (ROM)                  | Daniel Dazdha (BEL)              | 484 / 11            |
| XXIV   | 2024 | Petrovac, Montenegro       | Aleksandar Inđic (SRB)            | Daniel Dardha (BEL)                     | Frederik Svane (GER)             | 388 / 11            |
| XXV    | 2025 | Eforie, Romania            | Matthias Blübaum (GER)            | Frederik Svane (GER)                    | Maxim Rodshtein (UKR)            | 375 / 11            |

A causa de la Pandèmia de COVID-19, l'edició de 2020 a Podčetrtek, Eslovènia, fou posposada a 2022.

## Quadre d'honor (femení)
| Edició | Any  | Seu                      | Or                                | Argent                                | Bronze                                                      | Participants/rondes |
| ------ | ---- | ------------------------ | --------------------------------- | ------------------------------------- | ----------------------------------------------------------- | ------------------- |
| I      | 2000 | Batumi, Geòrgia          | Natàlia Júkova ( Ucraïna)         | Ekaterina Kovalévskaia ( Rússia)      | Maia Txiburdanidze ( Geòrgia) · Tatiana Stepovaya ( Rússia) | 32 / K.O.           |
| II     | 2001 | Varsòvia, Polònia        | Almira Skripchenko ( Moldàvia)    | Ekaterina Kovalévskaia ( Rússia)      | Ketevan Arakhamia ( Geòrgia)                                | 157 / 11            |
| III    | 2002 | Varna, Bulgària          | Antoaneta Stéfanova ( Bulgària)   | Lilit Mkertxian ( Armènia)            | Alissa Gal·liàmova ( Rússia)                                | 114 / 11            |
| IV     | 2003 | Istanbul, Turquia        | Pia Cramling ( Suècia)            | Viktorija Čmilytė ( Lituània)         | Tatiana Kossíntseva ( Rússia)                               | 113 / 11            |
| V      | 2004 | Dresden, Alemanya        | Aleksandra Kosteniuk ( Rússia)    | Zhaoqin Peng ( Països Baixos)         | Antoaneta Stéfanova ( Bulgària)                             | 108 / 12            |
| VI     | 2005 | Chişinău, Moldàvia       | Katerina Lahnó ( Ucraïna)         | Nadejda Kossíntseva ( Rússia)         | Yelena Dembo ( Grècia)                                      | 164 / 12            |
| VII    | 2006 | Kuşadası, Turquia        | Ekaterina Atalık ( Turquia)       | Tea Bosboom-Lanchava ( Països Baixos) | Lilit Mkertxian ( Armènia)                                  | 96 / 11             |
| VIII   | 2007 | Dresden, Alemanya        | Tatiana Kossíntseva ( Rússia)     | Antoaneta Stéfanova ( Bulgària)       | Nadejda Kossíntseva ( Rússia)                               | 150 / 11            |
| IX     | 2008 | Plòvdiv, Bulgària        | Katerina Lahnó ( Ucraïna)         | Viktorija Čmilytė ( Lituània)         | Anna Uixénina ( Ucraïna)                                    | 157 / 11            |
| X      | 2009 | Sant Petersburg, Rússia  | Tatiana Kossíntseva ( Rússia)     | Lilit Mkertxian ( Armènia)            | Natàlia Pogonina ( Rússia)                                  | 168 / 11            |
| XI     | 2010 | Rijeka, Croàcia          | Pia Cramling ( Suècia)            | Viktorija Čmilytė ( Lituània)         | Monika Soćko ( Polònia)                                     | 158 / 11            |
| XII    | 2011 | Tiflis, Geòrgia          | Viktorija Čmilytė ( Lituània)     | Antoaneta Stéfanova ( Bulgària)       | Elina Danielian ( Armènia)                                  | 158 / 11            |
| XIII   | 2012 | Gaziantep, Turquia       | Valentina Gúnina ( Rússia)        | Tatiana Kossíntseva ( Rússia)         | Anna Muzitxuk ( Eslovènia)                                  | 103 / 11            |
| XIV    | 2013 | Belgrad, Sèrbia          | Hoang Thanh Trang ( Hongria)      | Salome Melia ( Geòrgia)               | Lilit Mkertxian ( Armènia)                                  | 169 / 11            |
| XV     | 2014 | Plòvdiv, Bulgària        | Valentina Gúnina ( Rússia)        | Tatiana Kossíntseva ( Rússia)         | Salome Melia ( Geòrgia)                                     | 116 / 11            |
| XVI    | 2015 | Chakvi, Geòrgia          | Natàlia Júkova ( Ucraïna)         | Nino Batsiashvili ( Geòrgia)          | Alina Kashlinskaya ( Rússia)                                | 98 / 11             |
| XVII   | 2016 | Mamaia, Romania          | Anna Uixénina ( Ucraïna)          | Sabrina Vega Gutiérrez ( Espanya)     | Antoaneta Stéfanova ( Bulgària)                             | 112 / 11            |
| XVIII  | 2017 | Riga, Letònia            | Nana Dzagnidze ( Geòrgia)         | Aleksandra Goriàtxkina ( Rússia)      | Alissa Gal·liàmova ( Rússia)                                | 144 / 11            |
| XIX    | 2018 | Vysoké Tatry, Eslovàquia | Valentina Gunina ( Rússia)        | Nana Dzagnidze ( Geòrgia)             | Anna Uixènina ( Ucraïna)                                    | 144 / 11            |
| XX     | 2019 | Antalya, Turquia         | Alina Kashlinskaya ( Rússia)      | Marie Sebag ( França)                 | Elisabeth Paehtz ( Alemanya)                                | 130 / 11            |
| XXI    | 2021 | Iași, Romania            | Elina Danielian ( Armènia)        | Iulija Osmak ( Ucraïna)               | Oliwia Kiolbasa ( Polònia)                                  | 117 / 11            |
| XXII   | 2022 | Praga, Checa             | Monika Soćko ( Polònia)           | Gunay Mammadzada ( Azerbaidjan)       | Ulviyya Fataliyeva ( Azerbaidjan)                           | 123 / 11            |
| XXIII  | 2023 | Petrovac, Montenegro     | Meri Arabidze ( Geòrgia)          | Oliwia Kiołbasa ( Polònia)            | Aleksandra Maltsevskaya ( Polònia)                          | 136 / 11            |
| XXIV   | 2024 | Rhodes, Grecia           | Ulviyya Fataliyeva ( Azerbaidjan) | Nataliya Buksa ( Ucraïna)             | Lela Javakhisvili ( Geòrgia)                                | 182 / 10            |
| XXV    | 2025 | Rhodes, Grecia           | Teodora Injac ( Sèrbia)           | Irina Bulmaga ( Romania)              | Mai Narva ( Estònia)                                        | 136 / 11            |